# Mitja Ribičič
Mitja Ribičič (19. května 1919, Terst – 28. listopadu 2013, Lublaň) byl slovinský komunista, předseda Svazové výkonné rady (de facto jugoslávský premiér) v letech 1969–1971. Byl jediným občanem slovinské národnosti, který kdy dosáhl takto vysokého postu.
Během druhé světové války bojoval na straně partyzánů (k hnutí se přidal v roce 1942) a poté, co se komunisté chopili moci, stanul v čele restriktivního aparátu OZNY. Později byl poslancem slovinské skupščiny (přelom 50. a 60. let) a také ministrem republikové vlády. Tito ho vybral za předsedu Svazové výkonné rady v dobách již pokročilých liberálních procesů, které hrozily protisocialistickými projevy jako spolehlivého člověka se zkušenostmi v tajných službách.
Ribičič se vyslovil proti tvrdému zásahu v roce 1981 proti kosovským separatistům, kdy byla řada Albánců odsouzena na dlouholeté tresty odnětí svobody, což většina Srbů nesla nelibě. V letech 1982–1983 byl předsedou předsednictva Ústředního výboru Svazu komunistů Jugoslávie, který byl podobně jako předsednictvo státu reorganizováno tak, že každý rok byl ve vrcholné funkci politik z jiné svazové republiky. Na 13. kongresu SKJ v roce 1985 bylo rozhodnuto, že je třeba prosadit vpřed novou generaci politiků, což znamenalo konec Ribičiče ve vysoké politice. V roce 1986 tak byl penzionován.

## Vyznamenání
- Řád José Martího – Kuba, 1983[5]